# Великие Борки
 Вели́кие Бо́рки (укр. Вели́кі Бі́рки) — посёлок в Тернопольском районе Тернопольской области Украины. Административный центр Великоборковской поселковой общины. Железнодорожная станция Борки-Великие.

## Географическое положение
Расположен на обоих берегах реки Гнезны, — левого притока Серета, в 12 км к востоку от Тернополя.
Через территорию посёлка протекают речки Теребна и Гнездечна, — левый и правый притоки р. Гнилая Гнезна.
В окрестностях посёлка расположены:
- Гидрологический заказник На куті[укр.].
- Ботанический памятник природы Лысая гора[укр.].
- Ландшафтный заказник Головачев[укр.].

## Часовой пояс
EET (UTC+2, летом UTC+3) В Великих Борках, как и на всей территории Украины действует один часовой пояс. Официальным временем на Украине считается — Киевское время.
Ежегодно осуществляется переход на летнее и зимнее время — в последнее воскресенье марта в 3:00 на 1 час вперёд и в последнее воскресенье октября в 4:00 на 1 час назад.

## Известные уроженцы, жители
- Жидек, Степан Васильевич (1900—1970) — советский и польский военачальник.

## Этимология
Современное название Борки происходит от старославянского слова «бор», что означает сосновый лес.

## История
Первое письменное упоминание 1410 года, дошедшее до наших дней относится к временам правления короля польского и великого князя литовского Ягайло. Староста Подольский и Теребовлянский Петр Владкович, в Теребовле 9 марта 1410 подтвердил «уклад границы», разделявшей село Чернелев и Борки.